# Abu Dumbuya
Abu Dumbuya, detto Diaby (Freetown, 29 gennaio 1999), è un calciatore sierraleonese, centrocampista dello Żabbar St. Patrick e della nazionale sierraleonese.

## Carriera

### Club
Nel 2023 lascia per la prima volta il calcio sierraleonese per trasferirsi al Gençlik Gücü, squadra di Cipro del Nord.
Il 3 gennaio del 2025 si trasferisce all'AC Oulu nella Veikkausliiga finlandese.

### Nazionale
Debutta con la nazionale sierraleonese il 4 settembre 2018 in occasione del match di qualificazione per i mondiali del 2022 perso 3-1 contro la Liberia.
Nel 2021 viene convocato per la Coppa delle nazioni africane 2021.

## Statistiche

### Cronologia presenze e reti in nazionale
| Cronologia completa delle presenze e delle reti in nazionale ― Sierra Leone | Cronologia completa delle presenze e delle reti in nazionale ― Sierra Leone | Cronologia completa delle presenze e delle reti in nazionale ― Sierra Leone | Cronologia completa delle presenze e delle reti in nazionale ― Sierra Leone | Cronologia completa delle presenze e delle reti in nazionale ― Sierra Leone | Cronologia completa delle presenze e delle reti in nazionale ― Sierra Leone | Cronologia completa delle presenze e delle reti in nazionale ― Sierra Leone | Cronologia completa delle presenze e delle reti in nazionale ― Sierra Leone |
| Data                                                                        | Città                                                                       | In casa                                                                     | Risultato                                                                   | Ospiti                                                                      | Competizione                                                                | Reti                                                                        | Note                                                                        |
| --------------------------------------------------------------------------- | --------------------------------------------------------------------------- | --------------------------------------------------------------------------- | --------------------------------------------------------------------------- | --------------------------------------------------------------------------- | --------------------------------------------------------------------------- | --------------------------------------------------------------------------- | --------------------------------------------------------------------------- |
| 4-9-2019                                                                    | Monrovia                                                                    | Liberia                                                                     | 3 – 1                                                                       | Sierra Leone                                                                | Qual. Mondiali 2022                                                         | -                                                                           | 11’                                                                         |
| 13-11-2019                                                                  | Freetown                                                                    | Sierra Leone                                                                | 1 – 1                                                                       | Lesotho                                                                     | Qual. Coppa d'Africa 2021                                                   | -                                                                           | 79’                                                                         |
| 17-11-2019                                                                  | Porto-Novo                                                                  | Benin                                                                       | 1 – 0                                                                       | Sierra Leone                                                                | Qual. Coppa d'Africa 2021                                                   | -                                                                           | 88’                                                                         |
| 13-10-2020                                                                  | Niamey                                                                      | Niger                                                                       | 1 – 0                                                                       | Sierra Leone                                                                | Amichevole                                                                  | -                                                                           |                                                                             |
| 26-8-2021                                                                   | Bahar Dar                                                                   | Etiopia                                                                     | 0 – 0                                                                       | Sierra Leone                                                                | Amichevole                                                                  | -                                                                           | 92’, 94’                                                                    |
| 6-10-2021                                                                   | El Jadida                                                                   | Sierra Leone                                                                | 1 – 1                                                                       | Sudan del Sud                                                               | Amichevole                                                                  | -                                                                           | 61’                                                                         |
| 9-10-2021                                                                   | El Jadida                                                                   | Gambia                                                                      | 1 – 2                                                                       | Sierra Leone                                                                | Amichevole                                                                  | -                                                                           | 63’                                                                         |
| 20-1-2022                                                                   | Limbe                                                                       | Sierra Leone                                                                | 0 – 1                                                                       | Guinea Equatoriale                                                          | Coppa d'Africa 2021 - 1º turno                                              | -                                                                           | 46’                                                                         |
| 27-8-2022                                                                   | Monrovia                                                                    | Sierra Leone                                                                | 1 – 2                                                                       | Mali                                                                        | Campionato delle nazioni africane 2022                                      | -                                                                           | 61’                                                                         |
| 3-9-2022                                                                    | Bamako                                                                      | Mali                                                                        | 2 – 0                                                                       | Sierra Leone                                                                | Campionato delle nazioni africane 2022                                      | -                                                                           | 63’                                                                         |
| 18-6-2023                                                                   | Monrovia                                                                    | Sierra Leone                                                                | 2 – 3                                                                       | Nigeria                                                                     | Qual. Coppa d'Africa 2023                                                   | -                                                                           | 72’                                                                         |
| 15-11-2023                                                                  | El Jadida                                                                   | Etiopia                                                                     | 0 – 0                                                                       | Sierra Leone                                                                | Qual. Mondiali 2026                                                         | -                                                                           | 60’                                                                         |
| 6-1-2024                                                                    | San-Pédro                                                                   | Costa d'Avorio                                                              | 5 – 1                                                                       | Sierra Leone                                                                | Amichevole                                                                  | -                                                                           | 42’ 57’                                                                     |
| 11-1-2024                                                                   | San-Pédro                                                                   | Marocco                                                                     | 3 – 1                                                                       | Sierra Leone                                                                | Amichevole                                                                  | -                                                                           |                                                                             |
| 5-6-2024                                                                    | El Jadida                                                                   | Sierra Leone                                                                | 2 – 1                                                                       | Gibuti                                                                      | Qual. Mondiali 2026                                                         | -                                                                           | 79’                                                                         |
| 10-6-2024                                                                   | Bamako                                                                      | Burkina Faso                                                                | 2 – 2                                                                       | Sierra Leone                                                                | Qual. Mondiali 2026                                                         | -                                                                           | 69’                                                                         |
| 15-10-2024                                                                  | Monrovia                                                                    | Sierra Leone                                                                | 1 – 0                                                                       | Costa d'Avorio                                                              | Qual. Coppa d'Africa 2025                                                   | -                                                                           | 90’                                                                         |
| 13-11-2024                                                                  | Abidjan                                                                     | Ciad                                                                        | 1 – 1                                                                       | Sierra Leone                                                                | Qual. Coppa d'Africa 2025                                                   | 1                                                                           | 63’                                                                         |
| 19-11-2024                                                                  | Monrovia                                                                    | Sierra Leone                                                                | 0 – 2                                                                       | Zambia                                                                      | Qual. Coppa d'Africa 2025                                                   | -                                                                           | 67’                                                                         |
| 20-3-2025                                                                   | Monrovia                                                                    | Sierra Leone                                                                | 3 – 1                                                                       | Guinea-Bissau                                                               | Qual. Mondiali 2026                                                         | -                                                                           |                                                                             |
| 25-3-2025                                                                   | Il Cairo                                                                    | Egitto                                                                      | 1 – 0                                                                       | Sierra Leone                                                                | Qual. Mondiali 2026                                                         | -                                                                           | 13’ 83’                                                                     |
| Totale                                                                      |                                                                             | Presenze                                                                    | 21                                                                          |                                                                             | Reti                                                                        | 1                                                                           |                                                                             |

## Palmarès

### Club

#### Competizioni nazionali
- Premier League: 1

East End Lions: 2019